# Величківська сільська рада
Величківська сільська́ ра́да — адміністративно-територіальна одиниця та орган місцевого самоврядування в Менському районі Чернігівської області. Адміністративний центр — село Величківка.

## Загальні відомості
Величківська сільська рада утворена у 1990 році.
- Територія ради: 28,77 км²
- Населення ради: 793 особи (станом на 2001 рік)

## Населені пункти
Сільській раді були підпорядковані населені пункти:
- с. Величківка
- с. Вільне

## Склад ради
Рада складалася з 14 депутатів та голови.
- Голова ради: Ценцеря Віталій Миколайович
- Секретар ради: Удовенко Ольга Іванівна

### Керівний склад попередніх скликань
| Прізвище, ім'я, по батькові | Основні відомості                                                         | Дата обрання | Дата звільнення |
| --------------------------- | ------------------------------------------------------------------------- | ------------ | --------------- |
| Ценцеря Віталій Миколайович | Сільський голова, 1974 року народження, освіта вища                       | 26.03.2006   | 31.10.2010      |
| Ценцеря Віталій Миколайович | Сільський голова, 1974 року народження, освіта вища, член Партії регіонів | 31.10.2010   |                 |

Примітка: таблиця складена за даними сайту Верховної Ради України

### Депутати
За результатами місцевих виборів 2010 року депутатами ради стали:

#### За суб'єктами висування
| Суб'єкт висування                 | Кількість обраних депутатів | %    |
| --------------------------------- | --------------------------- | ---- |
| Партія регіонів                   | 7                           | 50   |
| Самовисування                     | 5                           | 35,7 |
| Комуністична партія України       | 1                           | 7,1  |
| Політична партія «Сильна Україна» | 1                           | 7,1  |

#### За округами
| № округу                          | Прізвище, ім'я, по батькові    | Дата визнання обраним | Освіта             | Партійна приналежність                        | Відомості про обраного депутата                       |
| --------------------------------- | ------------------------------ | --------------------- | ------------------ | --------------------------------------------- | ----------------------------------------------------- |
| Комуністична партія України       |                                |                       |                    |                                               |                                                       |
| 13                                | Бєлогірин Сергій Володимирович | 02.11.2010            | вища               | член Комуністичної партії України             | Менська ветлікарня, реалі затор медикаментів          |
| Партія регіонів                   |                                |                       |                    |                                               |                                                       |
| 1                                 | Надточей Сергій Петрович       | 02.11.2010            | середня спеціальна | позапартійний                                 | приватний підприємець                                 |
| 4                                 | Ткаченко Світлана Михайлівна   | 02.11.2010            | середня спеціальна | позапартійна                                  | ДП «Постачальник», бухгалтер                          |
| 6                                 | Чуйко Людмила Миколаївна       | 02.11.2010            | вища               | позапартійна                                  | Величківська загальноосвітня школа І-ІІ ст., вчитель  |
| 7                                 | Пономаренко Людмила Василівна  | 02.11.2010            | вища               | позапартійна                                  | управління ПФУ, начальник з виплати пенсій            |
| 10                                | Ценцеря Інна Миколаївна        | 02.11.2010            | середня спеціальна | позапартійна                                  | відпустка по догляду за дитиною                       |
| 12                                | Доля Вікторія Анатоліївна      | 02.11.2010            | вища               | позапартійна                                  | Величківська загальноосвітня школа І-ІІ ст., вчитель  |
| 14                                | Удовенко Ольга Іванівна        | 02.11.2010            | вища               | позапартійна                                  | Величківська сільська рада, секретар                  |
| Політична партія «Сильна Україна» |                                |                       |                    |                                               |                                                       |
| 3                                 | Удовенко Михайло Григорович    | 02.11.2010            | вища               | член Всеукраїнського об'єднання «Батьківщина» | ВАТ «Укртелеком», електромеханік                      |
| Самовисування                     |                                |                       |                    |                                               |                                                       |
| 2                                 | Чепурко Станіслав Валерійович  | 02.11.2010            | середня спеціальна | позапартійний                                 | Менський РГП, майстер                                 |
| 5                                 | Смецька Ольга Іванівна         | 02.11.2010            | середня            | позапартійна                                  | територіальний центр, сестра милосердя                |
| 8                                 | Маринченко Наталія Михайлівна  | 02.11.2010            | вища               | позапартійна                                  | Величківська загальноосвітня школа І-ІІ ст., вчитель  |
| 9                                 | Яковенко Тетяна Михайлівна     | 02.11.2010            | вища               | член Всеукраїнського об'єднання «Батьківщина» | Величківська загальноосвітня школа І-ІІ ст., директор |
| 11                                | Болтовська Людмила Іванівна    | 02.11.2010            | середня            | позапартійна                                  | ППКФ «Прометей», працівниця                           |